# Xwun
Xwun (Whun, Hwun, Honne, Xwa'ni), Whun je Salishanski prevarant. Iako igra važnu ulogu u mitu o stvaranju Chehalisa, njegove su šale društveno neprimjerenije od Bluejaya, a priče o njemu imaju puno humora za odrasle. 
Izvorno je postojala jaka razlika između Transformer Moona i bezobraznog prevaranta Whuna. U moderno doba ta je razlika erodirala. Vrlo je vjerojatno da je transformatorovo ime "Qone" zapravo iskrivljeno ime Whun, a posredni oblik "Honne" neki moderni pripovjedači koriste za označavanje Mjeseca, a drugi za označavanje Prevaranta.